# Cantonul Montbron
Cantonul Montbron este un canton din arondismentul Angoulême, departamentul Charente, regiunea Poitou-Charentes, Franța.

## Comune
| Comune                    | Populație (1999) | Cod poștal | Cod INSEE |
| ------------------------- | ---------------- | ---------- | --------- |
| Charras                   | 315              | 16380      | 16084     |
| Écuras                    | 650              | 16220      | 16124     |
| Eymouthiers               | 304              | 16220      | 16135     |
| Feuillade                 | 313              | 16380      | 16137     |
| Grassac                   | 265              | 16380      | 16158     |
| Mainzac                   | 110              | 16380      | 16203     |
| Marthon                   | 601              | 16380      | 16211     |
| Montbron                  | 2 145            | 16220      | 16223     |
| Orgedeuil                 | 216              | 16220      | 16250     |
| Rouzède                   | 261              | 16220      | 16290     |
| Saint-Germain-de-Montbron | 460              | 16380      | 16323     |
| Saint-Sornin              | 793              | 16220      | 16353     |
| Souffrignac               | 130              | 16380      | 16372     |
| Vouthon                   | 341              | 16220      | 16421     |